# 綜合智力因素
一般智力因素，是一个充满争议的用于心理学（心理计量学）的构建物，用以量化智商测验的分数。
一般智力理论为一个关于其的假说和结果，即其生物学依据，稳定性／可延展性，和现实世界任务的相关性及其他的问题。